# George Stewart, IX signore d'Aubigny
George Stewart, IX Seigneur d'Aubigny (Londra, 17 luglio 1618 – 23 ottobre 1642), è stato un nobile scozzese.

## Famiglia
Era il figlio di Esmé Stewart, III duca di Lennox, e di sua moglie Katherine Clifton.
Ereditò la Signoria di Aubigny a 14 anni alla morte di suo fratello maggiore Henry nel 1632. Nel 1633, studiò al Collège de Navarre, parte della Università di Parigi, e rese omaggio a Luigi XIII di Francia per la signoria di Aubigny il 5 agosto 1636, poco dopo il suo diciottesimo compleanno. Più tardi, nello stesso anno, si trasferì in Inghilterra.

## Matrimonio
Nel 1638 sposò segretamente Katherine Howard, la figlia di Theophilus Howard, II Conte di Suffolk, e di sua moglie Elizabeth House, senza il consenso del padre.
Il ritratto di van Dyck, potrebbe essere stato dipinto in occasione del suo matrimonio. L'iscrizione latina che può essere tradotto "L'amore è più forte di me", potrebbe alludere ai suoi conflitti di lealtà.
George Stewart e Katherine Howard ebbero due figli:
- Charles Stewart, poi III duca di Richmond e VI Duca di Lennox (1638-1672);
- Katherine Stewart, poi baronessa Clifton di Leighton Bromswold (1640-1702).

Ha combattuto con i francesi contro gli spagnoli nella battaglia di Montjuïc (1641) .

## Morte
Morì il 23 ottobre 1642, in seguito alle ferite durante la Battaglia di Edgehill. Fu sepolto nella Cattedrale di Cristo a Oxford.
| Controllo di autorità | VIAF (EN) 1453230 · LCCN (EN) n85215842 |